# Tatiana Rizzo
Tatiana Soledad Rizzo (30 de dezembro de 1986) é uma voleibolista profissional argentina.

## Carreira
Tatiana Rizzo em 2016 representou a Seleção Argentina de Voleibol Feminino nos Jogos Olímpicos de Verão no Rio de Janeiro, que foi 9º colocada.